# Qazaq
Qazaq  (kasachisch قازاق, kyrillisch Қазақ) war eine kasachischsprachige Zeitung im Russischen Kaiserreich. Sie galt als Sprachrohr der Anführer der Alasch Orda.

## Geschichte
Die erste Ausgabe der Zeitung erschien am 2. Februar 1913 in Orenburg. Erschien sie zunächst nur einmal pro Woche, wurde sie ab 1915 zweimal in der Woche herausgegeben. Herausgeber des Blattes waren Achmet Baitursynuly, Älichan Bökeichan und Mirschaqyp Dulatuly. Die Auflage betrug im ersten Erscheinungsjahr 3000 Exemplare, später überstieg die Auflage die Anzahl von 8000 Exemplaren.
In der Zeitung wurden vor allem Artikel abgedruckt, die das Leben des kasachischen Volkes unter der Herrschaft des Zaren thematisierten. So wurde in Qazaq die Frage der Entscheidung zwischen nomadischer und sesshafter Lebensweise, die Rolle des Islam in der kasachischen Gesellschaft, die Bewahrung der kasachischen Sprache und die Entwicklung von kasachischer Kultur und Literatur diskutiert. Neben den Herausgebern des Blattes veröffentlichten auch eine Reihe weiterer bekannter Persönlichkeiten, darunter Muchametschan Tynyschbajuly, Schaqyp Aqbajew, Maghschan Schumabai, Chalel Dosmuchamedow und Mustafa Schoqai Artikel in der Zeitung.
Die letzte Ausgabe der Zeitung erschien am 26. September 1918.